# CD Marte
A Club Deportivo Marte egy megszűnt mexikói labdarúgócsapat, amelynek otthona sokáig Mexikóváros, majd néhány évig Morelos állam fővárosa, Cuernavaca volt. Története során az amatőr bajnokságban kettő, a professzionális első osztályban egy bajnoki címet szerzett.

## Története
A Martét Mexikóvárosban alapították 1928-ban. Az amatőr bajnokságban az 1928–1929-es és az utolsó, az 1942–1943-as szezonban is bajnok lett, majd amikor elindult a professzionális bajnokság, annak rögtön az első szezonjától tagja lett. 1953-ban a csapatot felvásárolta a fővároshoz közeli Cuernavaca községi elnöke, Eduardo Díaz Garcilazo, így Ignacio Trelles vezetőedzővel a következő szezon hazai mérkőzéseit már új otthonukban játszották. Az utolsó előtti forduló végén még egy ponttal le voltak maradva a CD Oro mögött, ám az utolsó fordulóban pont egymás ellen játszottak, és mivel a Marte győzött (ráadásul idegenben) 0–2-re (Enrique González és Carlos Turcato góljaival), így megszerezték történetük első (és utolsó) profi bajnoki címüket. A következő szezonra azonban a csapat szétesett, végig csak „tartalékokkal” játszott, így búcsúznia is kellett az első osztálytól. A másodosztályban még egy évet végigjátszott, de aztán teljesen megszűnt.

## Bajnoki eredményei
A csapat első osztályú szereplése során az alábbi eredményeket érte el:
| Év        | Helyezés |
| --------- | -------- |
| 1943–1944 | 10. hely |
| 1944–1945 | 11. hely |
| 1945–1946 | 12. hely |
| 1946–1947 | 15. hely |
| 1947–1948 | 13. hely |
| 1948–1949 | 11. hely |
| 1949–1950 | 9. hely  |
| 1950–1951 | 11. hely |
| 1951–1952 | 10. hely |
| 1952–1953 | 7. hely  |
| 1953–1954 | Bajnok   |
| 1954–1955 | 12. hely |